# 서비스 세트
컴퓨터 네트워크에서 서비스 세트(service set)는 소비자 또는 기업용 IEEE 802.11 무선 근거리 통신망(WLAN)과 연결되는 모든 장치를 구성하는 집합이다. 이 서비스 집합은 로컬, 독립, 확장, 메시 형태로 존재할 수 있다.

## 기본 서비스 영역
기본 서비스 영역(basic service set, BSS)은 IEEE 802.11의 가장 기본적인 네트워크 구성 단위이다.
BSSID(Basic Service Set)는 무선 LAN 표준인 802.11에서 48bit의 BSS(Basic Service Set)을 구분하기 위해 사용한다. 보통은 AP의 MAC주소를 사용하지만 IBSS(Independent basic Service Set)나 AD HOC을 사용할 경우 임의의 값으로 생성된다.

## 서비스 세트 식별자
서비스 세트 식별자(영어:  Service Set Identifier, SSID)는 무선랜을 통해 전송되는 모든 패킷의 헤더에 존재하는 고유 식별자이다. 무선랜 클라이언트가 BSS에 접속할 때 각 무선랜을 다른 무선랜과 구분하기 위해 사용된다.

## 같이 보기
- 무선랜
- IEEE 802.11